# カードファイト!! ヴァンガード (2018年のアニメ)
『カードファイト!! ヴァンガード (2018年のアニメ)』では、2018年5月5日から2020年11月28日まで放送された『カードファイト!! ヴァンガード』の各テレビアニメシリーズについて詳述するものとする。放送局については各作品の節を参照。

## 概要
2018年3月14日に開催・配信された「カードファイト!! ヴァンガード 新シリーズ制作発表会」にて制作が発表された。
『月刊ブシロード』に連載された漫画版（コミック版）のストーリーをベースに、アニメオリジナルの要素も加えた、実質「リブート（再始動）」したシリーズ作品として、2011年放送のシリーズとは異なる物語が展開される。アニメーション制作は、前作シリーズ『カードファイト!! ヴァンガードG Z』から引き続きOLMが担当。
これまでのアニメシリーズ（2011年版シリーズ・Gシリーズ）とメインキャラクターは同じだが、ストーリーや設定に違いや矛盾がある。
2025年現在、日本国内において全作品通してDVDやBDはリリースされていないが、有料の動画配信サービスなどで視聴可能となっている。

## スタッフ
|                                       | 中学生編・高校生編                                                             | 続・高校生編                                                                   | 新右衛門編                                                                     | 外伝 イフ-if-                                                          |
| ------------------------------------- | ------------------------------------------------------------------------------ | ------------------------------------------------------------------------------ | ------------------------------------------------------------------------------ | ---------------------------------------------------------------------- |
| 製作総指揮・原案                      | 木谷高明                                                                       | 木谷高明                                                                       | 木谷高明                                                                       | 木谷高明                                                               |
| 原作                                  | ブシロード、伊藤彰                                                             | ブシロード、伊藤彰                                                             | ブシロード、伊藤彰                                                             | ブシロード、伊藤彰                                                     |
| 監督                                  | 川崎逸朗                                                                       | 川崎逸朗                                                                       | 川崎逸朗                                                                       | 川崎逸朗                                                               |
| 助監督                                |                                                                                |                                                                                | 藤田健太郎                                                                     | 藤田健太郎                                                             |
| シリーズ構成                          | 赤星政尚                                                                       | 赤星政尚                                                                       | 赤星政尚                                                                       | 川崎逸朗                                                               |
| カードファイト構成 カードアドバイザー | 中村聡、中尾宗也、藤田萌花                                                     | 中村聡、中尾宗也、藤田萌花                                                     | 中村聡、中尾宗也、藤田萌花                                                     | 中村聡、中尾宗也、藤田萌花                                             |
| キャラクターデザイン                  | 磯野智                                                                         | 磯野智                                                                         | 磯野智                                                                         | 磯野智                                                                 |
| ユニットデザイン                      | 松永辰                                                                         | 松永辰                                                                         | 松永辰                                                                         | 松永辰                                                                 |
| 魔法少女衣装デザイン                  |                                                                                |                                                                                |                                                                                | 滝山真哲                                                               |
| 美術監督                              | 丹伊田輝彦                                                                     | 丹伊田輝彦                                                                     | 飯田葉月                                                                       | 飯田葉月                                                               |
| 色彩設計                              | 近藤直登                                                                       | 近藤直登                                                                       | 近藤直登                                                                       | 近藤直登                                                               |
| 撮影監督                              | 堀野大輔                                                                       | 堀野大輔                                                                       | 堀野大輔                                                                       | 堀野大輔                                                               |
| 撮影監督                              | 小西庸平                                                                       |                                                                                |                                                                                |                                                                        |
| 編集                                  | 大竹弥生                                                                       | 大竹弥生                                                                       | 大竹弥生                                                                       | 大竹弥生                                                               |
| 音響監督                              | 今泉雄一                                                                       | 今泉雄一                                                                       | 今泉雄一                                                                       | 今泉雄一                                                               |
| 音楽                                  | 都田和志、山本茂                                                               | 都田和志、山本茂                                                               | 都田和志、山本茂                                                               | 都田和志、山本茂                                                       |
| 音楽制作                              | エースクルー・エンタテインメント OLMミュージック                               | エースクルー・エンタテインメント OLMミュージック                               | エースクルー・エンタテインメント OLMミュージック                               | エースクルー・エンタテインメント OLMミュージック                       |
| プロデューサー                        | 古市直彦（- 新右衛門編第19話）→釜秀樹（新右衛門編第20話 - 外伝第25話）         | 古市直彦（- 新右衛門編第19話）→釜秀樹（新右衛門編第20話 - 外伝第25話）         | 古市直彦（- 新右衛門編第19話）→釜秀樹（新右衛門編第20話 - 外伝第25話）         | 古市直彦（- 新右衛門編第19話）→釜秀樹（新右衛門編第20話 - 外伝第25話） |
| プロデューサー                        | 西康介、尾谷孝 嵯峨隼人、伊東信太郎                                            |                                                                                |                                                                                |                                                                        |
| アニメーションプロデューサー          | 澤田剛 阿部勇（新右衛門編第19話 - 第31話）                                     | 澤田剛 阿部勇（新右衛門編第19話 - 第31話）                                     | 澤田剛 阿部勇（新右衛門編第19話 - 第31話）                                     | 阿部勇                                                                 |
| アニメーション制作                    | OLM Team Go（- 新右衛門編第20話）→OLM Team Abe&Go（新右衛門編第21話 - 第31話） | OLM Team Go（- 新右衛門編第20話）→OLM Team Abe&Go（新右衛門編第21話 - 第31話） | OLM Team Go（- 新右衛門編第20話）→OLM Team Abe&Go（新右衛門編第21話 - 第31話） | OLM Team Abe                                                           |
| 制作                                  | ヴァンガードプロジェクト （ブシロード）                                        | テレビ愛知 dentsu、OLM                                                         | テレビ愛知 dentsu、OLM                                                         | テレビ愛知 dentsu、OLM                                                 |

## 『カードファイト!! ヴァンガード』中学生編・高校生編
2018年5月5日から2019年5月4日まで、TOKYO MXほかにて全52話が放送された。キャッチコピーは「先導者たちに再び出会う物語」。
これまでのヴァンガードシリーズはテレビ東京系列を中心に放送されていたのに対し、本作品ではネット形態が大幅に変更され、地上波での放送はTOKYO MXを始めとするローカル放送となっているほか、BSでの放送も従来のBSジャパン（現：BSテレ東）ではなくBS11での放送となっている。また、制作面においても広告代理店が参加していない。

### 各話リスト（中・高校生編）
放送日は最速局のもの。
| 話数       | サブタイトル                             | 脚本         | 絵コンテ                   | 演出            | 作画監督                                                        | 総作画監督        | 初放送日      |
| ---------- | ---------------------------------------- | ------------ | -------------------------- | --------------- | --------------------------------------------------------------- | ----------------- | ------------- |
| イメージ1  | スタンドアップ・ヴァンガード!!           | 赤星政尚     | 川崎逸朗                   | 鈴木龍太郎      | 小川玖理周、大竹晃裕 小栗寛子                                   | 空流辺広子 磯野智 | 2018年 5月5日 |
| イメージ2  | ライド・ザ・ヴァンガード!!               | 赤星政尚     | 川崎逸朗                   | 中川航          | 鈴木信一、洪範錫 小島えり                                       | 空流辺広子        | 5月12日       |
| イメージ3  | 最強ファイターは誰だ!!                   | 赤星政尚     | 中川航                     | 藤田健太郎      | 王益、張紹偉                                                    | 小林明美          | 5月19日       |
| イメージ4  | ミサキのひみつ!!                         | 赤星政尚     | 川崎逸朗                   | 藤本義孝        | 山村俊了、佐藤哲也 野崎麗子、南伸一郎                           | 空流辺広子        | 5月26日       |
| イメージ5  | カードキャピタルに行こう!!               | 赤星政尚     | 鎌田祐輔                   | 鎌田祐輔        | 鈴木信一、小川玖理周 大竹晃裕                                   | 磯野智            | 6月2日        |
| イメージ6  | 宣戦布告!! ショップ対抗戦                | 西園悟       | 近藤一英                   | 森田静二        | 徳倉栄一、小野寺博文                                            | 空流辺広子        | 6月9日        |
| イメージ7  | 結成!! Q4                                | 山口亮太     | 川崎逸朗                   | 秦義人          | 山田太郎、片岡恵美子 大河原晴男                                 | 小林明美          | 6月16日       |
| イメージ8  | 波乱!! Q4 VS NwO                         | イシノアツオ | 中村憲由                   | 中村憲由        | 飯飼一幸、古池敏也 五十嵐俊介                                   | 空流辺広子        | 6月23日       |
| イメージ9  | 櫂、敗れる!!                             | 赤星政尚     | 川崎逸朗                   | 矢花馨          | 飯泉俊臣、坪田慎太郎 吉田肇、小川浩司                           | 空流辺広子        | 6月30日       |
| イメージ10 | アイチの風!!                             | 山口亮太     | 清水聡                     | 中川航          | 鈴木信一、小島えり 堀光明                                       | 磯野智            | 7月7日        |
| イメージ11 | 男たちの戦い!!                           | イシノアツオ | 近藤一英 近藤円香          | 徐恵眞          | 朴旲烈、洪範錫                                                  | 空流辺広子        | 7月14日       |
| イメージ12 | 謎の敵・フーファイター!!                 | 西園悟       | 藤田健太郎                 | 藤田健太郎      | 王益                                                            | 空流辺広子        | 7月21日       |
| イメージ13 | カムイ!! 決意のリベンジ                  | 赤星政尚     | 土屋日                     | 藤本義孝        | 山村俊了、佐藤哲也 南伸一郎                                     | 小林明美          | 7月28日       |
| イメージ14 | 覚醒!! PSYクオリア                       | 赤星政尚     | 鎌田祐輔                   | 鎌田祐輔        | 大竹晃裕、小栗寛子 洪範錫、小川玖理周 小島えり、堀光明          | 空流辺広子        | 8月4日        |
| イメージ15 | FRIEND                                   | イシノアツオ | 森田侑希                   | 森田侑希        | 徳倉栄一                                                        | -                 | 8月11日       |
| イメージ16 | それぞれの想い                           | 西園悟       | 川崎逸朗 近藤一英 近藤円香 | 秦義人          | 山田太郎、佐藤元 竹内アキラ                                     | 空流辺広子        | 8月18日       |
| イメージ17 | 漆黒の騎士!! ブラスター・ダーク          | 山口亮太     | 中村憲由                   | 中村憲由        | 飯飼一幸、古池敏也                                              | 磯野智            | 8月25日       |
| イメージ18 | 櫂とレン、そしてアイチ                   | 赤星政尚     | 中川航                     | 中川航          | 鈴木信一、洪範錫                                                | 空流辺広子        | 9月1日        |
| イメージ19 | テツの思惑                               | 赤星政尚     | 土屋日                     | 矢花馨          | 飯泉俊臣、吉田肇 小川浩司                                       | 小林明美          | 9月8日        |
| イメージ20 | サイカイ                                 | 西園悟       | 川崎逸朗                   | 徐恵眞          | 朴旲烈、趙雅羅                                                  | -                 | 9月15日       |
| イメージ21 | 闇の深淵                                 | イシノアツオ | 藤田健太郎                 | 藤田健太郎      | 和田卓也、王益 林可爲                                           | 空流辺広子        | 9月22日       |
| イメージ22 | 本気のファイト                           | 山口亮太     | 藤本義孝                   | 藤本義孝        | 山本径子、久保充照 K-PRO                                        | 空流辺広子        | 9月29日       |
| イメージ23 | 小さな光                                 | 赤星政尚     | 川崎逸朗                   | 鎌田祐輔        | 鈴木信一、小川玖理周 大竹晃裕、洪範錫                           | -                 | 10月6日       |
| イメージ24 | 櫂                                       | 西園悟       | 清水聡                     | 江島泰男        | 松尾優、鎌田均 芳山優                                           | 空流辺広子        | 10月13日      |
| イメージ25 | 先導者                                   | 西園悟       | 秦義人                     | 秦義人          | 片岡恵美子、竹内アキラ 佐藤元、山田太郎                         | 磯野智            | 10月20日      |
| イメージ26 | ヴァンガ異変!? ユニット大図鑑!!          | イシノアツオ | 中川航 川崎逸朗            | 中川航          | 五月麻帆                                                        | 空流辺広子        | 10月27日      |
| イメージ27 | スタンドアップ！ハイスクール・ライフ!!   | 赤星政尚     | 川崎逸朗                   | 矢花馨 千葉孝幸 | 飯泉俊臣、小川浩司 千葉孝幸、吉田肇 洪範錫                      | -                 | 11月3日       |
| イメージ28 | カードファイト部、始めます！             | 山口亮太     | 中村憲由                   | 中村憲由        | 飯飼一幸、古池敏也                                              | 空流辺広子        | 11月10日      |
| イメージ29 | 新たな仲間                               | 西園悟       | 土屋日                     | 徐恵眞          | 朴旲烈、趙雅羅 洪範錫                                           | -                 | 11月17日      |
| イメージ30 | 私のアイドル                             | 赤星政尚     | 藤田健太郎                 | 藤田健太郎      | ネオメディアプロダクション 亀田朋幸、青木みき                   | -                 | 11月24日      |
| イメージ31 | 影の番長                                 | 山口亮太     | 藤本義孝 川崎逸朗          | 藤本義孝        | 南伸一郎、服部益実 佐藤哲也、森悦史 木下由美子、白石悟          | 空流辺広子        | 12月1日       |
| イメージ32 | 初めての交流戦                           | 西園悟       | 石川直哉                   | 中野彰子        | 中野彰子、小田多恵子                                            | 空流辺広子        | 12月8日       |
| イメージ33 | ヴァンガード甲子園                       | イシノアツオ | 中村憲由                   | 久慈悟郎        | 鈴木信一、金海淑 小島えり、山本径子 小川玖理周                  | 磯野智            | 12月15日      |
| イメージ34 | もうひとりの先導者                       | 赤星政尚     | 秦義人                     | 秦義人          | 片岡恵美子、竹内アキラ 佐藤元、山田太郎                         | 空流辺広子        | 12月22日      |
| イメージ35 | コンサートマスター タクト                | 赤星政尚     | 土屋日                     | 鈴木龍太郎      | 鹿島功光                                                        | 空流辺広子        | 2019年 1月5日 |
| イメージ36 | ディスティニーコンダクター               | 山口亮太     | 中村憲由                   | 中村憲由        | 飯飼一幸、古池敏也                                              | -                 | 1月12日       |
| イメージ37 | PSYクオリアゾンビ襲来                    | 西園悟       | 藤田健太郎                 | 矢花馨          | 飯泉俊臣、小川浩司 坪田慎太郎、吉田肇                           | -                 | 1月19日       |
| イメージ38 | 運命を超えろ！                           | 西園悟       | 吉川博明                   | 徐恵眞          | 洪範錫、鈴木信一 五月麻帆                                       | 空流辺広子        | 1月26日       |
| イメージ39 | 本当の力                                 | イシノアツオ | 土屋日                     | 伊藤史夫        | 青木みき、亀田朋幸                                              | -                 | 2月2日        |
| イメージ40 | 本物と偽者                               | 赤星政尚     | 鈴木龍太郎                 | 鈴木龍太郎      | 南伸一郎、服部益実 佐藤哲也、森悦史 白石悟                      | 磯野智            | 2月9日        |
| イメージ41 | 幻のファイナルターン                     | 山口亮太     | 藤田健太郎                 | 藤田健太郎      | 中野彰子、朴旲烈 趙雅羅                                         | 磯野智            | 2月16日       |
| イメージ42 | 歪められた絆                             | 西園悟       | 川崎逸朗                   | 江本光          | 津幡佳明                                                        | 空流辺広子        | 2月23日       |
| イメージ43 | コールドウォーカー 運命に支配されし者    | 赤星政尚     | 森田侑希                   | 秦義人          | 山田太郎、本田松希 片岡恵美子、佐藤元 竹内アキラ                | 空流辺広子        | 3月2日        |
| イメージ44 | 絡みあう運命                             | イシノアツオ | 秦義人                     | 千葉孝幸 矢花馨 | 吉田肇、小川浩司 坪田慎太郎、堀光明                             | -                 | 3月9日        |
| イメージ45 | 相克                                     | 山口亮太     | 中川航                     | 中川航          | なかじまちゅうじ、洪範錫 山岸葵                                 | 空流辺広子        | 3月16日       |
| イメージ46 | 最凶の敵・アイチ                         | 西園悟       | 中村憲由                   | 中村憲由        | 古池敏也、飯飼一幸                                              | 小林明美          | 3月23日       |
| イメージ47 | 運命を指揮する者、その正体               | 赤星政尚     | 土屋日                     | 徐恵眞          | 鈴木信一、洪範錫 佐々木綾、申榮淳 五月麻帆                      | -                 | 3月30日       |
| イメージ48 | 櫂の記憶                                 | イシノアツオ | 寺澤和晃                   | 伊藤史夫        | 青木みき、亀田朋幸                                              | -                 | 4月6日        |
| イメージ49 | 絆                                       | 西園悟       | 鈴木龍太郎                 | 曽根利幸        | 白石悟、佐藤哲也 重松晋一、佐々木彩香 杜偉峰                    | 空流辺広子        | 4月13日       |
| イメージ50 | ヴァンガードが消える日                   | 赤星政尚     | 藤田健太郎                 | 藤田健太郎      | 朴旲烈、趙雅羅 洪範錫、堀光明                                   | -                 | 4月20日       |
| イメージ51 | 救世主                                   | 赤星政尚     | 川崎逸朗                   | 矢花馨          | 飯泉俊臣、坪田慎太郎 柄谷綾子、小島えり 芳山優、堀光明 片山美和 | 磯野智            | 4月27日       |
| イメージ52 | ヴァンガ異変!? ユニット大図鑑グレード2!! | イシノアツオ | 寺澤和晃                   | 寺澤和晃        | 山岸葵、若山和人 小栗寛子                                       | -                 | 5月4日        |

### 放送・配信（中・高校生編）
| 放送期間                     | 放送時間                     | 放送局         | 対象地域 | 備考                                     |
| ---------------------------- | ---------------------------- | -------------- | -------- | ---------------------------------------- |
| 2018年5月5日 - 2019年5月4日  | 土曜 22:30 - 23:00           | TOKYO MX       | 東京都   | リピート放送あり                         |
|                              |                              | KBS京都        | 京都府   | リピート放送あり                         |
|                              |                              | サンテレビ     | 兵庫県   |                                          |
|                              | 土曜 23:00 - 23:30           | BS11           | 日本全域 | BS放送 / 『ANIME+』枠                    |
| 2018年5月7日 - 2019年5月6日  | 月曜 1:05 - 1:35（日曜深夜） | テレビ愛知     | 愛知県   | 漫画版作者の出身地                       |
|                              | 月曜 2:25 - 2:55（日曜深夜） | 静岡朝日テレビ | 静岡県   |                                          |
| 2018年5月9日 - 2019年5月8日  | 水曜 1:50 - 2:20（火曜深夜） | 岩手朝日テレビ | 岩手県   | [ 注 3 ]                                 |
| 2018年5月10日 - 2019年5月9日 | 木曜 1:00 - 1:30（水曜深夜） | テレビ神奈川   | 神奈川県 |                                          |
| 2018年6月11日 - 12月10日     | 月曜 0:50 - 1:20（日曜深夜） | 大分放送       | 大分県   | 『中学生編』のみ放送（第26話で打ち切り） |

| 配信開始日    | 配信時間                                                               | 配信サイト              |
| ------------- | ---------------------------------------------------------------------- | ----------------------- |
| 2018年5月5日  | 土曜 21:00 - 21:30                                                     | AbemaTV                 |
| 2018年5月6日  | 日曜 0:00（土曜深夜） 更新（第16話まで） 土曜 23:30 更新（第17話以降） | YouTube・ヴァンガードch |
| 2018年5月10日 | 木曜 1:30（水曜深夜） 更新                                             | あにてれ                |
|               | 木曜 20:00 - 20:30                                                     | ニコニコ生放送          |
|               | 木曜 20:30 更新                                                        | ニコニコチャンネル      |

## 『カードファイト!! ヴァンガード』続・高校生編
2019年5月11日から8月10日まで、テレビ愛知・テレビ東京系列で毎週土曜8:00 - 8:30（JST）に全14話が放送された。キャッチコピーは「運命は再び交差する」。
漫画版のその後を描くオリジナルストーリーとなる。また第1作と同様にテレビ愛知が制作局となり、主要放送局もテレビ東京系列へと再度移行。同局・同系列の土曜8時台前半におけるアニメ「ヴァンガード」シリーズの放送は、2021年放送の『カードファイト!! ヴァンガード overDress』（Season1）まで継続された。
放送開始直前に元号が平成から令和に改元されたのに伴い、同作品が令和に放送開始された最初のテレビアニメ作品となった。
地上波の同系列局では、放送開始前週の5月4日の同時間帯に特別番組『これを避けては通れない！新章突入事前特番 カードファイト!! ヴァンガー道』が放送された。出演はカミナリ（メインMC）、橘田いずみ（審査員）、プレゼンターとしてスーパー・ササダンゴ・マシン、小池美由、東京ホテイソン。出演者が3チームに分かれてヴァンガードの良さをプレゼンする企画が行われ、この企画で優勝した小池がテレビシリーズの第13話に出演（風伯童子 ハヤテ 役）した他、先導アイチ、櫂トシキと共に次回予告も担当した。

### 各話リスト（続・高校生編）
テレビ東京系列での放送日。
| 話数             | サブタイトル                                   | 脚本         | 絵コンテ                         | 演出       | 作画監督                                                                                     | 総作画監督 | 初放送日       |
| ---------------- | ---------------------------------------------- | ------------ | -------------------------------- | ---------- | -------------------------------------------------------------------------------------------- | ---------- | -------------- |
| ディメンジョン1  | 廃部!!                                         | 西園悟       | 藤田健太郎                       | 石田暢     | 金振英、洪青龍 桜井木ノ実、山本径子 花輪美幸、岩垂瑞樹                                       | 空流辺広子 | 2019年 5月11日 |
| ディメンジョン2  | コーチはアイチ!?                               | 赤星政尚     | 中川航                           | 中川航     | 吉田肇、羽野広範 周曉華、柴晨鐘 王敏、朱晓琳 温春华、芳山優                                  | 空流辺広子 | 5月18日        |
| ディメンジョン3  | 異世界転生した邪眼の王子は、最強勇者と愛を謳う | 山口亮太     | ペントラック 山﨑彩弓 ペンチハオ | 森田侑希   | 南伸一郎、大西陽一 服部益実、芳山優                                                          | 一居一平   | 5月25日        |
| ディメンジョン4  | グローバルを超えろ!!                           | イシノアツオ | 寺澤和晃                         | 寺澤和晃   | 南伸一郎、服部益実 佐藤哲也、森悦史 白石悟、木下由美子                                       | 空流辺広子 | 6月1日         |
| ディメンジョン5  | 失われたイメージ                               | 西園悟       | 寺澤和晃                         | 中野彰子   | 中野彰子、洪範錫                                                                             | 空流辺広子 | 6月8日         |
| ディメンジョン6  | はじまりのジ・エンド                           | 赤星政尚     | 中川航                           | 秦義人     | 山田太郎、片岡恵美子 佐藤元、Wang Shilin                                                     | 磯野智     | 6月15日        |
| ディメンジョン7  | グレイヲンの囁き                               | 山口亮太     | 中村憲由                         | 中村憲由   | 古池敏也、飯飼一幸                                                                           | 一居一平   | 6月22日        |
| ディメンジョン8  | The…ラスト・デリートエンド                     | 赤星政尚     | 中川航 山﨑彩弓 おおぐろてん     | 江島泰男   | 陳潔琼、沼田広                                                                               | 空流辺広子 | 6月29日        |
| ディメンジョン9  | 王者の決意                                     | 西園悟       | 土屋日                           | 徐恵眞     | 渡辺一平太、平野翔 森谷春樹、河本華穂 迎千葉瑠                                               | 空流辺広子 | 7月6日         |
| ディメンジョン10 | スタンドアップ!! ヴァンガード甲子園!!          | 赤星政尚     | 藤田健太郎                       | 藤田健太郎 | 趙雅羅、洪範錫 鈴木信一                                                                      | -          | 7月13日        |
| ディメンジョン11 | おかえり、櫂                                   | 山口亮太     | 高橋滋春                         | 伊藤史夫   | 金星原、洪青龍 鄭虎原、桜井木ノ実 山本径子、花輪美幸                                         | 空流辺広子 | 7月20日        |
| ディメンジョン12 | 過去でも未来でもない記憶                       | 西園悟       | 寺澤和晃                         | 伊藤史夫   | 洪範錫、佐々木綾 芳山優、申榮淳                                                              | -          | 7月27日        |
| ディメンジョン13 | 決着!!                                         | イシノアツオ | 中村憲由                         | 森田侑希   | 南伸一郎、大西陽一 高橋こう平、吉田肇 森田実、新城真 徳倉栄一、小野寺博文 谷翔太郎、田中康勝 | 一居一平   | 8月3日         |
| ディメンジョン14 | ようこそ、カードファイト部へ                   | 赤星政尚     | 藤田健太郎                       | 矢花馨     | 小島えり、堀光明 五月麻帆、飯泉俊臣                                                          | -          | 8月10日        |

### 放送・配信（続・高校生編）
| 放送期間                                             | 放送時間                     | 放送局           | 対象地域       | 備考     |
| ---------------------------------------------------- | ---------------------------- | ---------------- | -------------- | -------- |
| 2019年5月11日 - 8月10日                              | 土曜 8:00 - 8:30             | テレビ愛知       | 愛知県         | 制作局   |
|                                                      |                              | テレビ北海道     | 北海道         |          |
|                                                      |                              | テレビ東京       | 関東広域圏     |          |
|                                                      |                              | テレビ大阪       | 大阪府         |          |
|                                                      |                              | テレビせとうち   | 岡山県・香川県 |          |
|                                                      |                              | TVQ九州放送      | 福岡県         |          |
|                                                      | 土曜 11:00 - 11:30           | BSテレ東         | 日本全域       | BS放送   |
| 2019年5月13日 - 8月19日                              | 月曜 2:25 - 2:55（日曜深夜） | 静岡朝日テレビ   | 静岡県         |          |
| 2019年5月14日 - 8月13日                              | 火曜 16:20 - 16:50           | 新潟総合テレビ   | 新潟県         |          |
| 2019年6月29日 - 10月5日                              | 土曜 10:15 - 10:45           | 広島ホームテレビ | 広島県         | [ 注 4 ] |
| テレビ東京系列（BSテレ東も含む）では字幕放送を実施。 |                              |                  |                |          |

| 配信開始日    | 配信時間                   | 配信サイト                                                        |
| ------------- | -------------------------- | ----------------------------------------------------------------- |
| 2019年5月11日 | 土曜 21:00 更新            | Abemaビデオ                                                       |
|               | 土曜 23:30 更新            | YouTube・ヴァンガードch                                           |
| 2019年5月12日 | 日曜 0:30（土曜深夜） 更新 | AbemaTV                                                           |
| 2019年5月16日 | 木曜 21:00 - 21:30         | ニコニコ生放送                                                    |
|               | 木曜 21:00 更新            | ニコニコチャンネル ビデオマーケット DMM.com music.jp COCORO VIDEO |
| 2019年5月17日 | 金曜 12:00 更新            | dアニメストア                                                     |

## 『カードファイト!! ヴァンガード』新右衛門編
2019年8月24日から2020年3月28日まで全31話が放送された。放送局、並びに放送時間は前作のそれに準じる。キャッチコピーは「新章突入！若き店長（新田シン）の物語が幕を開ける―」。
シリーズを通じての登場人物である新田シンを主人公に、先導アイチたちの世代から約10年前の物語が展開される。
地上波同系列局では、放送開始前週の8月17日の同時間帯に特別番組『ヴァンガー道 真夏の課外授業SP!』が放送された。出演はカミナリ、森嶋秀太、小池美由、東京ホテイソン。ナレーションは前田誠二。
2020年3月8日には、特別番組『カードファイト!! ヴァンガード 新右衛門編クライマックス直前スペシャル』が地上波テレビ東京系列局で放送された。出演は森嶋秀太、渕上舞、東京ホテイソン、小池美由。ナレーションは宮木南美、酒巻光宏。
テレビ東京系列では、本放送終了後の2020年12月5日から2021年3月13日に『カードファイト!! ヴァンガード overDress』（Season1）放送開始までのつなぎとして、『カードファイト!! ヴァンガード ベストセレクション「新右衛門編」』と題した同作品の再放送を実施。
アニメ制作を担当していたTEAM Goは、本作品を最後に制作チームを解散し、それまでアニメプロデューサーだった澤田剛もTEAM INOUEとの合併を機に移籍して継続した。

### あらすじ
アイチと櫂の再会から約10年前、ミサキは両親を交通事故で失い、戸倉家が経営していたカードショップ「カードキャピタル」は廃業危機に陥られていた。経営者不在の中、超大型カードショップのオーナー日比野エスカが現れ、そのキャピタルを店ごと買収しようとする。
後のカードキャピタルの店長である、新田シンこと新田新右衛門はキャピタルを守るために「自称・店長」として立ち上がる。ここに新右衛門とエスカのキャピタルを巡る奮闘が始まった。

### 各話リスト（新右衛門編）
テレビ東京系列での放送日。
| 話数         | サブタイトル                        | 脚本                | 絵コンテ                 | 演出       | 作画監督                                                      | 総作画監督 | 初放送日       |
| ------------ | ----------------------------------- | ------------------- | ------------------------ | ---------- | ------------------------------------------------------------- | ---------- | -------------- |
| リマインド1  | オレが店長だ!!                      | 赤星政尚            | 川崎逸朗                 | 中川航     | 趙雅羅、宍戸久美子 山岸葵、五月麻帆 小栗寛子、芳山優          | 磯野智     | 2019年 8月24日 |
| リマインド2  | エスカへようこそ!!                  | 西園悟              | 中村憲由                 | 中村憲由   | 古池敏也、飯飼一幸                                            | 一居一平   | 8月31日        |
| リマインド3  | はじめてのお留守番                  | 山口亮太            | 清水聡                   | 藤田健太郎 | 山本正嗣、鈴木信一                                            | -          | 9月7日         |
| リマインド4  | アイドル誕生？                      | 川崎ヒロユキ        | 土屋日                   | 中村憲由   | 木下由美子、南伸一郎 白石悟、森悦史 佐藤哲也                  | -          | 9月14日        |
| リマインド5  | トークン対決!! プラントvs妖魔変幻!! | 赤星政尚            | 大八木正勝               | 中川航     | 趙雅羅、中野彰子 岡田絵里香、小山りょう                       | -          | 9月21日        |
| リマインド6  | 土壇場のノーガード!!                | 赤星政尚            | 紅優                     | 秦義人     | 山田太郎、片岡恵美子 芳山優                                   | 一居一平   | 9月28日        |
| リマインド7  | キャピタル復活!!                    | 西園悟 山口亮太     | もりたけし               | 徐恵眞     | 渡辺一平太、迎千葉瑠 平野翔、今泉竜太                         | -          | 10月5日        |
| リマインド8  | キャピタルへようこそ!!              | 西園悟              | 寺澤和晃                 | 江島泰男   | 芳山優                                                        | 磯野智     | 10月12日       |
| リマインド9  | ヴァルケリオンの涙                  | 川崎ヒロユキ        | 北村翔太郎               | 北村翔太郎 | 趙雅羅、洪範錫 鈴木信一、佐々木綾                             | -          | 10月19日       |
| リマインド10 | 明日なき新右衛門                    | 赤星政尚            | 川崎逸朗                 | 粟井重紀   | 南伸一郎、大西陽一 高橋こう平、吉田肇 堀光明、洪範錫          | -          | 10月26日       |
| リマインド11 | 新・新・新右衛門？                  | 會川昇              | 中村憲由                 | 中村憲由   | 古池敏也、飯飼一幸                                            | 一居一平   | 11月2日        |
| リマインド12 | チーム竜牙独尊!!                    | 西園悟              | 紅優 鵜飼ゆうき          | 山内富夫   | 亀田朋幸                                                      | -          | 11月9日        |
| リマインド13 | エスカップ決勝                      | 川崎ヒロユキ        | 土屋日                   | 中村憲由   | 木下由美子、南伸一郎 白石悟、森悦史 佐藤哲也                  | -          | 11月16日       |
| リマインド14 | カードか人生か                      | 會川昇              | 牧野吉高                 | 徐恵眞     | 趙雅羅、宍戸久美子 小山りょう、山岸葵                         | -          | 11月23日       |
| リマインド15 | イメージを塗りかえろ!!              | 赤星政尚            | 藤田健太郎               | 中川航     | 鈴木信一、小栗寛子 木下ゆうき、小山りょう 佐々木綾、小島えり  | 磯野智     | 11月30日       |
| リマインド16 | 神々の実験                          | 會川昇              | 北村翔太郎               | 北村翔太郎 | 渡辺一平太、迎千葉瑠 平野翔、今泉竜太                         | -          | 12月7日        |
| リマインド17 | 本当にやりたいこと                  | 會川昇              | 中村憲由                 | 矢花馨     | 小島えり、小川浩司 飯泉俊臣、千葉孝幸 金海淑、花輪美幸        | -          | 12月14日       |
| リマインド18 | 受験生のメリークリスマス            | 西園悟              | 秦義人                   | 秦義人     | 小島えり、洪範錫 小栗寛子、宍戸久美子                         | -          | 12月21日       |
| リマインド19 | ヴァンガ異変 新右衛門ファイト大図鑑 | 赤星政尚            | 藤田健太郎               | 藤田健太郎 | 趙雅羅                                                        | -          | 12月28日       |
| リマインド20 | ギアクロニクル                      | 赤星政尚            | 中川航                   | 江島泰男   | 飯田清貴、唐文英                                              | -          | 2020年 1月11日 |
| リマインド21 | 召喚実験                            | 川崎ヒロユキ        | 中村憲由                 | 中村憲由   | 古池敏也、飯飼一幸 五十嵐俊介                                 | 一居一平   | 1月18日        |
| リマインド22 | その前日                            | 西園悟              | 紅優 鵜飼ゆうき          | 粟井重紀   | 南伸一郎、大西陽一 高橋こう平、吉田肇                         | 磯野智     | 1月25日        |
| リマインド23 | 師弟激突                            | 會川昇              | 清水聡                   | 徐恵眞     | 南伸一郎、白石悟 森悦史、佐藤哲也 よしやまゆう                | -          | 2月1日         |
| リマインド24 | 本当の相手                          | 川崎ヒロユキ        | 中村憲由                 | 中村憲由   | 宍戸久美子、洪範錫、 趙雅羅                                   | -          | 2月8日         |
| リマインド25 | 弓ヶ岳の夜                          | 西園悟              | 土屋日                   | 新里一磨   | 戯画プロダクション 朱炫祐、趙殷璟 洪範錫、小山りょう 佐々木綾 | -          | 2月15日        |
| リマインド26 | 特装天機 マルクトメレク             | 會川昇              | 藤田健太郎               | 藤田健太郎 | 中野彰子                                                      | 一居一平   | 2月22日        |
| リマインド27 | ユニット現出!!                      | 赤星政尚            | 北村翔太郎               | 秦義人     | 渡辺一平太、迎千葉瑠 平野翔、今泉竜太                         | -          | 2月29日        |
| リマインド28 | オレたちの翼                        | 赤星政尚            | 中川航                   | 中川航     | 洪範錫、宍戸久美子 小栗寛子                                   | 磯野智     | 3月7日         |
| リマインド29 | ふたたび、キャピタルへ              | 會川昇              | 川崎逸朗                 | 徐恵眞     | 洪範錫、鈴木信一 小山りょう                                   | -          | 3月14日        |
| リマインド30 | 新たなる先導者                      | 會川昇              | 川崎逸朗                 | 北村翔太郎 | 小島えり、黒崎隼人 よしやまゆう、趙雅羅                       | -          | 3月21日        |
| リマインド31 | 三人のアイドル？ 新田シン           | 西園悟 川崎ヒロユキ | 紅優 鵜飼ゆうき 中村憲由 | 中村憲由   | 古池敏也、飯飼一幸                                            | 一居一平   | 3月28日        |

### 放送・配信（新右衛門編）
| 放送期間                                             | 放送時間                             | 放送局            | 対象地域       | 備考     |
| ---------------------------------------------------- | ------------------------------------ | ----------------- | -------------- | -------- |
| 2019年8月24日 - 2020年3月28日                        | 土曜 8:00 - 8:30                     | テレビ愛知        | 愛知県         | 制作局   |
|                                                      |                                      | テレビ北海道      | 北海道         |          |
|                                                      |                                      | テレビ東京        | 関東広域圏     |          |
|                                                      |                                      | テレビ大阪        | 大阪府         |          |
|                                                      |                                      | テレビせとうち    | 岡山県・香川県 |          |
|                                                      |                                      | TVQ九州放送       | 福岡県         |          |
|                                                      | 土曜 11:00 - 11:30                   | BSテレ東          | 日本全域       | BS放送   |
| 2019年8月26日 - 2020年3月30日                        | 月曜 2:25 - 2:55（日曜深夜）         | 静岡朝日テレビ    | 静岡県         | [ 注 3 ] |
| 2019年8月27日 - 2020年3月24日 2020年4月5日 - 4月19日 | 火曜 16:20 - 16:50 日曜 9:30 - 10:00 | NST新潟総合テレビ | 新潟県         |          |
| 2019年10月12日 - 2020年5月23日                       | 土曜 10:15 - 10:45                   | 広島ホームテレビ  | 広島県         |          |
| テレビ東京系列（BSテレ東も含む）では字幕放送を実施。 |                                      |                   |                |          |

| 配信開始日    | 配信時間                   | 配信サイト                                                                                    |
| ------------- | -------------------------- | --------------------------------------------------------------------------------------------- |
| 2019年8月24日 | 土曜 21:00 更新            | Abemaビデオ                                                                                   |
|               | 土曜 23:30 更新            | YouTube・ヴァンガードch                                                                       |
| 2019年8月25日 | 日曜 0:30（土曜深夜） 更新 | AbemaTV                                                                                       |
| 2019年8月29日 | 木曜 21:00 - 21:30         | ニコニコ生放送                                                                                |
|               | 木曜 21:00 更新            | ニコニコチャンネル ビデオマーケット DMM.com music.jp COCORO VIDEO あにてれ バンダイチャンネル |
| 2019年8月30日 | 金曜 12:00 更新            | dアニメストア U-NEXT                                                                          |

## カードファイト!! ヴァンガード外伝 イフ-if-
2020年5月30日から11月28日まで、全25話が放送された。放送局、並びに放送時間は前作のそれに準じるが、前作まで放送していた静岡朝日テレビが放送局から外れた。キャッチコピーは「シリーズ初の外伝作品！今度のヴァンガードはカードファイトじゃ戦えない！」。作品設定は2018年版シリーズをベースにしており、アニメ「ヴァンガード」シリーズとしては初となる本編とリンクしたスピンオフ作品である。
同作品では歴史が歪み、カードファイトが通用しなくなってしまった「if（もしも）」の世界が物語の舞台として設定されている。歪んでいない世界の伊吹コウジ、立凪スイコ、ヴァンガードのユニットを召喚して悪の手先「ジャマー」と戦うifの世界の魔法少女・先導エミと、そのパートナーであるカードの妖精・シュカの4人は、本当の歴史を取り戻すため様々なifの世界を巡る旅をすることになる。
「ヴァンガード10周年記念 外伝企画」として、「ブシロードTCG戦略発表会2020冬」にて発表された。当初は4月11日開始予定であったが、新型コロナウイルスの影響で制作スケジュールに変更が生じたために4月25日開始予定へと延期され、その後コロナウイルスのさらなる感染拡大を受け、5月の放送開始を目途に2度目の延期が決定。5月12日に正式な放送開始日時が発表された。
放送開始までのつなぎとして、テレビ東京系列各局では4月4日・4月11日・5月23日の同時間帯に特別番組『カードファイト!! ヴァンガード 春のヴァン祭り』が放送された他、4月18日から5月16日の同時間帯には『カードファイト!! ヴァンガード ベストセレクション』と題し、2011年版シリーズ第1期の再放送も実施された。
テレビ東京系列局では2020年8月29日・9月5日の同時間帯に、特別番組『カードファイト!! ヴァンガード外伝イフ 真夏のヴァン餐会SP』が2週にわたって放送された。出演は榎本温子、吉田有里、なすなかにし、宮野真守、愛美。ナレーションは酒巻光宏。
7月4日放送分（イフ6）にて、同じくテレビ東京系で放送の『ポリス×戦士 ラブパトリーナ!』がカメオ出演している（ポスターのみの登場となった）。

### あらすじ
ある日、立凪邸に呼び出された伊吹コウジは、立凪ノームが所持する「アカシック・ブック」に吸い込まれてしまう。 その飛ばされた世界とは、歴史が歪み、カードファイトが通用しない「ifの世界」だった。
そんな中、伊吹は「ifの世界」で不思議な美少女コンビと出会う。その名もブラスター・ペア。魔法少女・先導エミとカードの妖精・シュカの2人はカードからユニットを召喚して、悪の手先ジャマーと戦うのだ。伊吹とブラスター・ペア、そして、巻き込まれてしまった立凪スイコによる本当の歴史を取り戻す旅が始まった。

### 用語（外伝）
ジャマー
エミたちが戦う敵であり、歴史を歪めている存在。本来その世界にいるはずの人物に化けて入れ替わり、歴史を改変する。そのため外見は入れ替わった人物そっくりだが、「体のどこかに平仮名の「じ」という丸文字が大書きされる」、「時折『じゃまー』としゃべる」、「歴史が正しく進もうとすると拒絶反応を示す」などの特徴があり識別は容易。ヴァンガードのユニットに変身する能力を持つが、変身後も「じ」の丸文字はそのまま。ジャマーを倒すと入れ替わっていた人物は元いた世界に戻り、歴史が修正される。
アカシック・ブック
立凪ノームが所持している、過去から未来に至る古今東西のさまざまな出来事が記録された書物。ジャマーによって歴史が改変されると記述内容が変化したり、ページが開かなくなるなどの不具合が生じる。
サンクチュアリ
歴史の歪みに伴い突如として現れた、奇妙な形状の館。エミや伊吹、ノーム、スイコなど限られた者にしか見えない。主人は先導アイチで、彼を慕う者達が集まると言われているが詳細は不明。

### 各話リスト（外伝）
テレビ東京系列での放送日。
| 話数   | サブタイトル                           | 脚本              | 絵コンテ       | 演出       | 作画監督                                                          | 総作画監督 | 初放送日       |
| ------ | -------------------------------------- | ----------------- | -------------- | ---------- | ----------------------------------------------------------------- | ---------- | -------------- |
| イフ1  | 先導者は魔法少女!?                     | 川崎逸朗          | 川崎逸朗       | 川崎逸朗   | 戯画プロダクション 洪範錫、宍戸久美子 鈴木信一                    | 磯野智     | 2020年 5月30日 |
| イフ2  | ifの世界は魔法でバトル!?               | 川崎逸朗          | 藤田健太郎     | 秦義人     | 渡辺一平太、平野翔 迎千葉瑠、河本華穂 谷口繁則、森谷春樹 今泉竜太 | -          | 6月6日         |
| イフ3  | ジャマーの涙!?アイドルのプライド！     | 會川昇            | 紅優           | 粟井重紀   | 南伸一郎、粟井重紀 高橋こう平、吉田肇                             | 一居一平   | 6月13日        |
| イフ4  | ビリビリ！VFグローブ大繁盛!?           | 赤星政尚          | 土屋日         | 徐恵眞     | 南伸一郎、白石悟 森悦史、佐藤哲也 洪範錫                          | 長森佳容   | 6月20日        |
| イフ5  | 敵か味方か!?マスク・ザ・ダーク!!       | 山口亮太          | 中村憲由       | 中村憲由   | 趙雅羅、洪範錫 鈴木信一、坂田浩美 株式会社グラフィニカ            | -          | 6月27日        |
| イフ6  | Say my name!?キョウ悪な鉄仮面!!        | 山口亮太          | 中村憲由       | 藤田健太郎 | 中野彰子                                                          | 一居一平   | 7月4日         |
| イフ7  | 今明かされる!?魔法少女の出会い!!       | 川崎逸朗          | 北村翔太郎     | 北村翔太郎 | 宍戸久美子、洪範錫 小山りょう 戯画プロダクション                  | -          | 7月11日        |
| イフ8  | キャピタル事変!!番長と恐怖のコロッケ!? | 谷村大四郎        | まついひとゆき | 中村憲由   | 古池敏也、飯飼一幸 白石悟、高橋紀子                               | 長森佳容   | 7月18日        |
| イフ9  | 男前じゃない!?呼び覚ませ熱い想い!!     | 赤星政尚          | もりたけし     | 秦義人     | 渡辺一平太、迎千葉瑠 今泉竜太                                     | -          | 7月25日        |
| イフ10 | 食べきれない!!超能力でフードファイト!? | 會川昇            | 藤田健太郎     | 岩田義彦   | 西田美弥子、飯飼一幸 芳山優                                       | 一居一平   | 8月1日         |
| イフ11 | 大げんか!?難航!!マスコットキャラ!!     | 谷村大四郎        | 中村憲由       | 粟井重紀   | 南伸一郎、粟井重紀 高橋こう平、吉田肇 神筆馬良、張昀              | -          | 8月8日         |
| イフ12 | 仮面の真実                             | 山口亮太          | 奥脇雅晴       | 伊藤史夫   | 趙雅羅、洪範錫 佐々木綾、小山りょう                               | 長森佳容   | 8月15日        |
| イフ13 | 交差する思い、交わらない道             | 會川昇            | 土屋日         | 徐恵眞     | 南伸一郎、白石悟 森悦史、佐藤哲也                                 | 磯野智     | 8月22日        |
| イフ14 | 櫂トシキ                               | 赤星政尚          | 藤田健太郎     | 藤田健太郎 | 中野彰子                                                          | 一居一平   | 9月12日        |
| イフ15 | 本来の歴史                             | 會川昇            | 中村憲由       | 中村憲由   | 古池敏也、飯飼一幸 白石悟、高橋紀子                               | -          | 9月19日        |
| イフ16 | 邂逅のオーバーロード                   | 赤星政尚          | まついひとゆき | 秦義人     | 渡辺一平太、谷口繁則 鈴木信一                                     | 長森佳容   | 9月26日        |
| イフ17 | 後悔の終わり                           | 會川昇            | 清水聡         | 北村翔太郎 | 趙雅羅、宍戸久美子                                                | 磯野智     | 10月3日        |
| イフ18 | 兄として                               | 赤星政尚          | もりたけし     | 粟井重紀   | 南伸一郎、粟井重紀 高橋こう平、吉田肇 金珍瑛、毛応星              | 一居一平   | 10月10日       |
| イフ19 | 消えない傷                             | 山口亮太          | 中村憲由       | 徐恵眞     | 南伸一郎、白石悟 森悦史、佐藤哲也                                 | -          | 10月17日       |
| イフ20 | 始まりの場所                           | 山口亮太          | 土屋日         | 伊藤史夫   | 趙雅羅、洪範錫                                                    | 長森佳容   | 10月24日       |
| イフ21 | 運命の守護者                           | 會川昇            | 北村翔太郎     | 北村翔太郎 | 飯田清貴、西田美弥子 宍戸久美子                                   | 磯野智     | 10月31日       |
| イフ22 | 妖精の決意                             | 赤星政尚          | 藤田健太郎     | 藤田健太郎 | 中野彰子                                                          | 一居一平   | 11月7日        |
| イフ23 | 君のいない世界                         | 赤星政尚          | 中村憲由       | 中村憲由   | 古池敏也、飯飼一幸 白石悟、高橋紀子                               | 長森佳容   | 11月14日       |
| イフ24 | 奇跡のカード                           | 會川昇            | 川崎逸朗       | 秦義人     | 渡辺一平太、谷口繁則 平野翔、迎千葉瑠 洪範錫                      | -          | 11月21日       |
| イフ25 | みんなの心をコネクテッド               | 山口亮太 川崎逸朗 | 中川航         | 中川航     | 小島えり、宍戸久美子 鈴木信一                                     | 磯野智     | 11月28日       |

### 放送・配信（外伝）
| 放送期間                                             | 放送時間           | 放送局            | 対象地域       | 備考                      |
| ---------------------------------------------------- | ------------------ | ----------------- | -------------- | ------------------------- |
| 2020年5月30日 - 11月28日                             | 土曜 8:00 - 8:30   | テレビ愛知        | 愛知県         | 制作局                    |
|                                                      |                    | テレビ北海道      | 北海道         |                           |
|                                                      |                    | テレビ東京        | 関東広域圏     |                           |
|                                                      |                    | テレビ大阪        | 大阪府         |                           |
|                                                      |                    | テレビせとうち    | 岡山県・香川県 |                           |
|                                                      |                    | TVQ九州放送       | 福岡県         |                           |
| 2020年5月30日 - 9月26日                              | 土曜 11:00 - 11:30 | BSテレ東          | 日本全域       | BS放送 / 第16話で打ち切り |
| 2020年6月7日 - 12月6日                               | 日曜 9:30 - 10:00  | NST新潟総合テレビ | 新潟県         | [ 30 ] [ 注 3 ]           |
| 2020年7月4日 - 12月19日                              | 土曜 10:15 - 10:45 | 広島ホームテレビ  | 広島県         | [ 30 ] [ 注 3 ]           |
| テレビ東京系列（BSテレ東を含む）では字幕放送を実施。 |                    |                   |                |                           |

| 配信開始日 | 配信時間 | 配信サイト |
| ---------- | -------- | --- |
| 不明       | 不明     | YouTube・ヴァンガードch ABEMA ABEMAビデオ dアニメストア TELASA J:COMオンデマンド Rakuten TV HAPPY!動画 ビデオマーケット DMM.com COCORO VIDEO music.jp ひかりTV ニコニコチャンネル バンダイチャンネル TSUTAYA TV GYAO! |

## 主題歌

### オープニングテーマ
| 曲名                                          | 使用話                             | 作詞              | 作曲              | 編曲       | 歌                                          | レーベル               | 備考                                          |
| --------------------------------------------- | ---------------------------------- | ----------------- | ----------------- | ---------- | ------------------------------------------- | ---------------------- | --------------------------------------------- |
| カードファイト!! ヴァンガード（中・高校生編） |                                    |                   |                   |            |                                             |                        |                                               |
| Legendary                                     | イメージ1 - イメージ26             | 織田あすか        | 上松範康          | 藤永龍太郎 | Roselia                                     | ブシロードミュージック | アルバム『Anfang』に収録。                    |
| Destiny Calls                                 | イメージ27 - イメージ52            | 磯谷佳江          | 小野貴光          | 玉木千尋   | ウルトラレア （南條愛乃、三森すずこ、愛美） | ブシロードミュージック | イメージ27、『外伝』イフ3では挿入歌として使用 |
| カードファイト!! ヴァンガード（続・高校生編） |                                    |                   |                   |            |                                             |                        |                                               |
| Invincible Fighter                            | ディメンジョン1 - ディメンジョン14 | 織田あすか        | 上松範康          | 菊田大介   | RAISE A SUILEN                              | ブシロードミュージック | ディメンジョン14では挿入歌として使用          |
| カードファイト!! ヴァンガード（新右衛門編）   |                                    |                   |                   |            |                                             |                        |                                               |
| Lead the way                                  | リマインド1 - リマインド31         | RUCCA             | 上松範康          | 菊田大介   | 相羽あいな                                  | ブシロードミュージック | リマインド30ではEDとして使用                  |
| カードファイト!! ヴァンガード外伝 イフ-if-    |                                    |                   |                   |            |                                             |                        |                                               |
| What-if Wonderland!!                          | イフ1 - イフ25                     | 栁舘周平 田淵智也 | 栁舘周平 田淵智也 | 栁舘周平   | Argonavis                                   | ブシロードミュージック | イフ1、イフ25ではEDとして使用                 |

### エンディングテーマ
| 曲名                                          | 使用話                             | 作詞                 | 作曲                 | 編曲                 | 歌                                                       | レーベル               | 備考                                 |
| --------------------------------------------- | ---------------------------------- | -------------------- | -------------------- | -------------------- | -------------------------------------------------------- | ---------------------- | ------------------------------------ |
| カードファイト!! ヴァンガード（中・高校生編） |                                    |                      |                      |                      |                                                          |                        |                                      |
| GIFT from THE FIGHT!!                         | イメージ1 - イメージ12             | 南野Emily            | DogP                 | 安岡洋一郎           | 先導アイチ(代永翼)&櫂トシキ(佐藤拓也)                    | ブシロードミュージック |                                      |
| Triangle Message                              | イメージ13 - イメージ26            | 南野Emily            | 村井大               | 村井大 安岡洋一郎    | 先導アイチ(代永翼) 櫂トシキ(佐藤拓也) 雀ヶ森レン(阿部敦) | ブシロードミュージック |                                      |
| 毎日くらいまっくす☆                           | イメージ27 - イメージ38            | こだまさおり         | 山口朗彦             | 山口朗彦             | ミルキィホームズ                                         | ブシロードミュージック | 『続・高校生編』最終話のEDとして使用 |
| UNSTOPPABLE                                   | イメージ39 - イメージ52            | 織田あすか           | 藤田淳平             | 菊田大介             | RAISE A SUILEN                                           | ブシロードミュージック |                                      |
| カードファイト!! ヴァンガード（続・高校生編） |                                    |                      |                      |                      |                                                          |                        |                                      |
| Takin' my Heart                               | ディメンジョン1 - ディメンジョン13 | 織田あすか           | 藤田淳平             | 藤田淳平             | RAISE A SUILEN                                           | ブシロードミュージック |                                      |
| カードファイト!! ヴァンガード（新右衛門編）   |                                    |                      |                      |                      |                                                          |                        |                                      |
| ギフト                                        | リマインド1 - リマインド19         | 中村航               | 白神真志朗           | 廣澤優也             | Argonavis                                                | ブシロードミュージック |                                      |
| ぼくらのターン                                | リマインド20 - リマインド31        | 浅野尚志             | 浅野尚志             | 浅野尚志             | 虹のコンキスタドール                                     | キングレコード         | リマインド30では未使用               |
| カードファイト!! ヴァンガード外伝 イフ-if-    |                                    |                      |                      |                      |                                                          |                        |                                      |
| Gonna be right                                | イフ2 - イフ13                     | 織田あすか           | 上松範康             | 竹田祐介             | Peaky P-key                                              | ブシロードミュージック | イフ1では未使用 イフ25のEDとして使用 |
| Horizontal Oath                               | イフ14 - イフ24                    | eMPIRE SOUND SYSTeMS | eMPIRE SOUND SYSTeMS | eMPIRE SOUND SYSTeMS | 燐舞曲                                                   | ブシロードミュージック | イフ25では未使用                     |

### 挿入歌
『マーメイド・グラフィティ』
新右衛門編リマインド18・20で使用。作詞は磯谷佳江、作曲は小野貴光、編曲は玉木千尋、歌は高蔵寺ヒトミ（伊藤彩沙）、レーベルはブシロードミュージック。